# Médecine personnalisée
La médecine personnalisée est une médecine cherchant à améliorer la stratification et la prise en charge des patients en utilisant des informations biologiques et des biomarqueurs au niveau des voies moléculaires des maladies, de la génétique, de la génomique, de la protéomique ainsi que de la métabolomique.
La définition de la médecine personnalisée n’a pas été véritablement établie et est parfois floue. Dans les différentes définitions trouvées, ces points reviennent fréquemment :
- Une médecine cherchant à prodiguer un parcours personnalisé pour un traitement plus adapté à chaque patient (rééducation, médication, chimiothérapie, radiothérapie, etc).

- Une médecine basée sur un entretien plus long et personnalisé lors du dialogue médecin-patient (fréquent dans le domaine de l'homéopathie, et cherchant à prodiguer un parcours personnalisé pour un traitement plus adapté à chaque patient (rééducation, médication, chimiothérapie, radiothérapie, etc[2] ;
- Une médecine utilisant des moyens de modélisation individuelle[3] et/ou des moyens de prévention personnalisés (avec par exemple l'utilisation de dosimètres individuels dans le domaine du nucléaire[4]) ;
- Une médecine construite sur une caractérisation fine du patient notamment basée sur une l'analyse moléculaire et les signatures génétiques[5] afin d'être plus prédictive[6] d'optimiser les chances de guérison, d'efficacité des médicaments (pharmacogénétique[7]) et d'améliorer la gestion de la maladie en identifiant mieux les prédispositions à une maladie d’un patient, aux éventuels effets secondaires d'un traitement, etc[8]. Dans ce cas, elle se veut aussi être une médecine de précision[9]. Dans le cadre du cancer on parlera alors de Profilage moléculaire des tumeurs ;
- Une médecine également capable de prendre en compte les caractéristiques et effets du « gnotobiote » et en particulier du microbiote cutané humain, du microbiote vaginal humain et surtout du  microbiote intestinal ainsi que leurs composantes génétiques[10]. Grâce à la médecine translationnelle, et à un accès à des bases de données open-source, le séquençage génomique tend à passer dans la pratique quotidienne d'un nombre croissant de praticiens[11].
- La théranostique utilise l'imagerie, non seulement pour cartographier les cellules cancéreuses dans le corps entier, mais aussi pour les traiter de manière ciblée[12].

Selon les sens que les médecins veulent mettre en avant, cette médecine est aussi appelée médecine de précision, médecine stratifiée, médecine 4P (prédictive, préventive, personnalisée et participative).
Aujourd'hui, la vision de la médecine évolue pour parler d'une médecine réellement personnalisée, dite des 6P. On ajoute la "pertinence" des soins qui doivent avoir un bon niveau de preuve et être le plus adaptés au vu des connaissance actuelle de la science et en regard du profil du patient. Le sixième P correspond au "parcours de soin" ou "pluriprofessionnels", pour une prise en charge optimale du patient, les différents spécialistes se doivent de coordonner leurs soins.
Cette médecine se veut capable de donner des conseils plus personnalisés concernant les activités sportives et physiques, les effets des aliments sur l'expression des gènes (nutrigénomique, leur influence sur les médicaments. La médecine personnalisée est d'ailleurs souvent assimilée à la médecine génomique car cette dernière est la plus facile à mettre en œuvre actuellement, même si elle est loin de répondre à toutes les questions.
Elle pourrait aussi utiliser l'informatique ubiquitaire et des systèmes spécialisés de capture électronique des données d'intérêt médical pour un suivi constant ou épisodique de certains patients

## Limites et enjeux éthiques
Comme on l’a fait autrefois à propos des antibiotiques, cette médecine est parfois présentée comme permettant de mettre fin à la plupart des maladies .
D’autres estiment qu’il existe des risques que cette médecine du futur qui pourra à la fois s'appuyer sur les développements de l'informatique médicale et du « triptyque  Biologie systémique, biologie de synthèse et nanobiotechnologies » puisse dériver vers le tout génétique (au détriment de l'épigénétique et des composantes sociopsychologiques de la santé) ou vers une médecine outrepassant les limites éthiques et bioéthiques fixées par la société, dans le domaine des neurosciences et de la psychiatrie notamment

### Confidentialité des données personnelles de santé
La médecine personnalisée est largement basée sur l’exploitation de données génétiques et génomiques des patients issues par exemple de tests génétiques. Le patient dispose d’une grande quantité d’informations sur sa santé, qui peuvent aussi concerner sa famille et posent alors la question de quand faut-il informer la famille des résultats d’un test génétique ? De plus, ces résultats de tests génétiques seront stockés dans des grandes bases de données, et il est très important d’assurer la confidentialité de ces données de santé personnelles et identifiantes. En effet, à l'exception des jumeaux identiques, chaque personne a son propre génome et il est très facile de faire correspondre des échantillons à un individu. Ces grandes bases de données pourraient donc être exploitées pour identifier un individu et exploiter ses données génétiques à son insu. Au fur et à mesure que notre compréhension de la relation entre le génotype et le phénotype s'améliore, il pourrait même devenir possible de prédire à quoi ressemble une personne en se basant uniquement sur les données de ces biobanques,.
Ainsi, le développement de la médecine personnalisée fait naître de nouvelles questions, notamment autour de la divulgation des informations à la famille lorsqu’un individu est touché par une maladie héréditaire, et autour de la confidentialité des données.

#### Consentement des membres de la famille
Parce que les gènes sont transmis de génération en génération, les résultats d'un test génétique d'un individu peuvent donner des informations sur le risque de développement potentiel d'une maladie chez les membres de leur famille. Se pose alors le dilemme de révéler ou non au reste de la famille les résultats d’un test génétique, puisque les médecins ne sont autorisés à divulguer ces informations qu’avec le consentement du patient,.
Par exemple, BRCA1 et BRCA2 sont des gènes impliqués dans la réparation des dommages de l’ADN. Les personnes qui héritent de variants nocifs de l'un de ces gènes ont un risque accru de développer un cancer, comme le cancer du sein et des ovaires. Si l'un des parents est porteur de cette mutation, l'enfant a 50% de risques d'hériter de la mutation. Si un individu souhaite se faire tester et découvre qu’il est porteur d’une mutation, le communiquer à la famille permettrait de réduire les risques d’un diagnostic tardif d’un cancer puisqu’un suivi médical serait assuré, mais cela ne respecterait pas leur droit de ne pas savoir, et pourrait aussi faire naître de l’inquiétude chez des patients qui pourraient ne jamais développer de cancer.

#### Possibilité d'utilisation abusive
Étant donné que les tests génétiques représentent un outil qui permet d’évaluer les prédispositions d’un patient à certaines maladies ainsi que sa réponse à un médicament donné, il est important de développer une politique pour encadrer leur utilisation. Le risque du détournement de ces informations génétiques vers un autre rôle que leur rôle sanitaire est important à considérer et pourrait concerner plusieurs domaines, notamment ceux du travail et de l’assurance. Pour le domaine du travail par exemple, un employeur possédant les informations génétiques d’une personne pourrait refuser de l’embaucher et ainsi créer un nouveau critère discriminatoire de sélection à l’embauche. Quant au domaine de l’assurance, aujourd’hui l’état de santé est déjà pris en compte, mais ce n’est que l’état de santé actuel ou passé. En prenant en compte les prédispositions d’un patient, le rôle même de l’assurance telle qu’on le connaît aujourd’hui serait alors dénué de sens puisqu'il se base sur l’ignorance et la mutualisation du risque.
Afin de prévenir la discrimination des individus dans l'emploi ou dans différents contextes sociaux, des réglementations ont été mises en place. Par exemple, aux Etats-Unis, la loi sur la non-discrimination de l'information génétique (GINA) stipule que les employeurs ne sont pas autorisés à utiliser l'information génétique pour embaucher, licencier ou promouvoir leurs employés. De plus, cette loi interdit aux assurances maladie de demander les informations génétiques d'un individu ou des membres de sa famille, ainsi que de les utiliser pour décider de la couverture ou des tarifs. Toutefois, cette loi ne s’étend pas à l’assurance vie, à l’assurance invalidité ou à l’assurance dépendance.

## Critiques
- Arnaque, promesses irréalistes se relèvent dans certains documents publicitaires pseudo-scientifiques[28].

## Dans le monde
Les pays scandinaves et le Canada (avec l'Université de la Colombie-Britannique) ont récemment construit des « Population Data Centers » reliés aux systèmes d’information médico-sociaux existants, mis à disposition (à certaines conditions) des acteurs de la santé publique et de la recherche.

### En France
Ce sujet est depuis longtemps évoqué dans ce pays qui dispose d'importantes bases de données médico-sociales et économiques centralisées, presque exhaustives et permanentes couvrant des domaines stratégiques tels que le recours aux soins, l'hospitalisation, les prestations, les situations professionnelle et sociale)... Mais avec les progrès faits dans les domaines des cellules souches, de la neurologie, des greffes ou de la génomique, de l'analyse ADN, il met en jeu des risques et enjeux éthiques et moraux nouveaux.
En 2014, la Commission des affaires sociales de l’Assemblée nationale a pour cette raison saisi l'Office parlementaire d’évaluation des choix scientifiques et technologiques (OPECST) d’une demande d’étude sur les enjeux scientifiques, technologiques, éthiques et juridiques de la médecine personnalisée.
Ce rapport suggère de lancer une réflexion « sur les moyens de concilier d’une part, l’indispensable partage scientifique des données à partir de larges tailles d’échantillons permettant des méta-analyses et d’autre part, le respect de la confidentialité et de la sécurité de l’accès aux données [...] des personnes », en espérant que « l’individu participe à la collectivité en mettant ses données au service de l’analyse globale et qu’avec beaucoup de chances il lui revienne quelque chose ».
Ce rapport relève aussi les enjeux discutés en France : préparer les institutions françaises au changement de paradigme induit par la médecine personnalisée dans l’approche de la maladie et du traitement, encourager la recherche et le développement, réformer la formation des personnels de santé, aider au développement des traitements ciblés, informer sur la valeur prédictive des tests génétiques, assurer un égal accès de tous les citoyens aux nouvelles thérapies, et protéger les données personnelles de santé.

## Enjeux sociétaux

### Impact sur le médecin
Les médecins spécialistes ne seront pas aussi impactés que les médecins généralistes. En effet, le médecin spécialiste aura plus d’informations sur le patient et le traitement idéal grâce à la médecine personnalisée. Le rôle de celui-ci ne s’en voit donc pas changé.
Le cas des médecins généralistes est différent. La médecine personnalisée fait intervenir l’analyse de données complexes auxquelles le médecin généraliste n’est pas formé, et doit donc faire intervenir des spécialistes. Le médecin généraliste aura donc possiblement un nouveau rôle de médiateur entre le patient et ces différents spécialistes afin d’aider à la communication entre tous les experts et le patient. De tierces personnes seront donc impliquées dans la relation patient-médecin,,.
Le médecin devra faire beaucoup plus de tests prédictifs avec la médecine personnalisée. Cela est bien différent que de soigner des symptômes et maladies présentes. Ces tests annoncent une médecine plus préventive basée sur des informations biologiques qu’un médecin devra savoir trier.
Le médecin devra savoir transmettre les résultats d’un test prédictif à un patient si ce dernier le souhaite en des termes compréhensibles. Cela peut s’avérer plus difficile si le patient est surinformé ou mal-informé. En effet, les informations sur internet peuvent donner des verdicts différents du médecin.  Ce dernier devra aussi gérer le cas où un patient ne veut pas connaître ses informations génétiques.

### Impact sur le patient
La médecine moderne tend à catégoriser un individu comme étant soit malade, soit en bonne santé. Le patient consulte son médecin avec une plainte, et c’est au médecin de décider du statut que son patient va occuper en fonction du diagnostic. La médecine personnalisée fait naître des statuts hybrides : le patient n’est plus seulement identifié comme malade ou en bonne santé, mais il peut être dans un état entre les deux. Il ne va donc plus consulter son médecin seulement lorsqu’il se sent malade. Il peut aussi être dans un état de prédisposition à une maladie. En effet, via l’utilisation de tests génétiques, la médecine personnalisée permet de déterminer les prédispositions d’un patient à de nombreuses maladies. C’est déjà le cas aujourd’hui pour certaines maladies et notamment des maladies héréditaires, mais la pratique n’est pas très développée.
Le patient aura accès à de nombreuses données sur sa santé, ce qui peut créer un fardeau psychologique. Ce fardeau est d’abord relatif à sa personne puisqu'il peut s’inquiéter pour sa propre santé, mais il peut aussi être lié à sa famille potentiellement touchée par les mêmes problèmes de santé.
On sait aujourd’hui grâce à l’épigénétique que l’expression des gènes est influencée par le mode de vie. La médecine personnalisée pourrait conduire à une hyper-responsabilisation du patient : puisqu’il connaît son profil moléculaire, cela relèverait de sa responsabilité d’adapter son style de vie pour limiter les risques de dégradation de sa santé.
Aussi, les données de santé des patients seront recueillies dans des grandes bases de données et seront analysées. Dans le cas d’un variant pathogène jusque là inconnu, la distinction entre patient et participant à la recherche sera floue.

### Égalité de l'accès aux soins
L’émergence de la médecine personnalisée donne lieu à de nouvelles inégalités.
- Le niveau d’éducation:

Le niveau d’éducation peut-être un facteur de discrimination : les patients éduqués sont plus aptes à comprendre les résultats de leurs tests et les analyses du médecin. Ils prennent de meilleures décisions pour leur santé qu’un patient qui n’a reçu aucune éducation scientifique.
- Le niveau d’information:

Un patient mal informé pourrait manquer d’un traitement efficace et bénéficier d’un niveau de soin moins élevé qu’un patient bien informé qui se rendrait à temps dans un centre spécialisé.
- Les ressources financières:

Aujourd’hui, un patient riche peut bénéficier d’une meilleure qualité de soins qu’un patient qui n’a pas les moyens. Étant donné que la médecine personnalisée prévoit d’utiliser des technologies assez coûteuses, cette inégalité peut se renforcer.
- La situation géographique:

Certains patients se situent à proximité de centres de soins spécialisés ou de grands hôpitaux, et peuvent bénéficier de soins adaptés et de bonne qualité. Aussi, plus la qualité de l’établissement est élevée, moins le patient a de risque d’avoir des erreurs de diagnostics. Un patient se situant à proximité d’établissements adaptés sera donc avantagé par rapport à un patient éloigné géographiquement de ces établissements. Au-delà de la moins bonne qualité de soins, les patients éloignés pourraient se rendre trop tardivement dans ces centres spécialisés et ne pas bénéficier des soins adaptés.
- Les effets de la stratification:

La stratification peut être une source d’inégalité. Un groupe qui ne répond à aucun traitement, ou présente trop de risque de développer des effets secondaires peut se voir privé d’un traitement personnalisé.
De plus, un groupe pourrait être jugé de taille trop petite, et cela ne serait pas assez rentable pour une compagnie pharmaceutique de développer un traitement personnalisé, créant ainsi des populations orphelines. 